# Площадь Дакара
Площадь Дакара (азерб. Dakar meydanı) — одна из площадей столицы Азербайджана, города Баку. Расположена на пересечении улицы Рустама Рустамова и проспекта Кара Караева, близ станции метро «Нефтчиляр». Площадь названа в честь столицы Сенегала Дакара — города-побратима Баку. Ещё в 1967 году Баку и Дакар стали городами-побратимами. В сентябре 1987 года в рамках программы, посвящённой 100-летию со дня основания столицы Сенегала, в Баку находилась делегация муниципалитета Дакара, побывавшая также на площади Дакара.
В центре площади возвышается монумент в виде тюрбе, украшенный мозаиками и скульптурами голубей и рукопожатий. В восточной части площади имеется мозаичное панно, на котором изображены также гербы обоих городов, а также есть надпись на французском «Города-побратимы» (фр. Cités Unies).
- Мозаичное панно на площади